# Измиров, Аршак Григорьевич
Аршак Григорьевич Измиров (1866, Мелитополь — ?) — русский архитектор.
Родился в 1866 году в Мелитополе. В 1899 году окончил Петербургский институт гражданских инженеров со званием гражданского архитектора. В 1910-х годах работал в Москве управляющим имуществом Санкт-Петербургского общества страхований. Помощниками Измирова работали начинающие архитекторы братья Веснины.
Проекты и постройки А. Г. Измирова в Москве:
- 1911—1913 — Городская усадьба А. В. Каминской — Л. В. Пономарева — Г. М. Арафелова, при участии братьев Весниных, Малый Знаменский переулок, 11/11  памятник архитектуры (региональный)[3];
- 1912 — Скаковые конюшни Л. А. Манташева, при участии братьев Весниных, Скаковая улица, 3[4]  памятник архитектуры (федеральный)[3];
- 1913 — восстановление после пожара виллы Н. П. Рябушинского «Чёрный лебедь», Нарышкинская аллея, 5[4];
- 1913—1914 — Дом Санкт-Петербургского общества страхований с кинотеатром «Одеон», при участии Виктора и Александра Весниных, Сретенка, 26/1[5];
- 1914—1915 — проект универсального магазина акционерного общества «Динамо» на Лубянской площади (не осуществлён)[6].